# Bozüyük (district)
Bozüyük is een Turks district in de provincie Bilecik en telt 64.514 inwoners (2007). Het district heeft een oppervlakte van 853,6 km².
De bevolkingsontwikkeling van het district is weergegeven in onderstaande tabel.
| 1997   | 2000   | 2007   |
| ------ | ------ | ------ |
| 55.407 | 60.863 | 64.514 |